# Herold Georg Wilhelm Johannes Schweickerdt
Herold Georg Wilhelm Johannes Schweickerdt (sinh 28 tháng 2 năm 1903, tại Schmie, Baden-Württemberg – mất 21 tháng 2 năm 1977 tại Pretoria) là một nhà thực vật học người Đức.
Năm 1904, ông cùng cha mẹ chuyển đến Pretoria, nơi sau này ông theo học tại Đại học Transvaal. Từ năm 1922 đến năm 1924, ông là sinh viên tại Đại học Bonn (1922–24), sau đó trở thành giáo sư ở Đại học Pretoria. Từ năm 1940 đến năm 1964 ông làm kiểm tra viên (inspector) tại Vườn Bách thảo Đại học Göttingen.
Trong sự nghiệp của mình, ông đã nghiên cứu và sưu tập thực vật ở Transvaal, Tây Nam Phi, Rhodesia, Mozambique và Natal. Loài thực vật Gasteria schweickerdtiana được đặt theo tên ông. Tên Gasteria schweickerdtiana sau này trở thành tên đồng danh của tên Gasteria carinata var. carinata. Schweickerdt cũng từng cộng tác với nhà thực vật học người Hà Lan là Cornelis Eliza Bertus Bremekamp khi Bremekamp đến Nam Phi để nghiên cứu.
Phòng mẫu thực vật H.G.W.J. Schweickerdt (PRU) tại Đại học Pretoria được đặt theo tên ông để vinh danh.

## Tác phẩm tiêu biểu
- Untersuchungen über Photodinese bei Vallisneria spiralis, 1928 - Nghiên cứu quá trình photodinese ở Rong tóc tiên Vallisneria spiralis.[6]